# Miguel Ángel Klee
Miguel Ángel Klee Orellana (Samayac, Departamento de Suchitepéquez, Guatemala; 19 de febrero de 1977) es un exfutbolista guatemalteco de ascendencia alemana que se desempeña como portero o arquero y su último equipo fue el CD Suchitepéquez de la Liga Nacional de Fútbol de Guatemala. Fue campeón con el Cobán Imperial en 2004.

## Selección nacional
Ha sido internacional con la Selección de fútbol de Guatemala en varias etapas clasificatorias para la Copa Mundial de Fútbol y en la Copa de Oro de 2005.

## Entrenador
Al retirarse de la práctica profesional del fútbol, ejerce como entrenador de porteras / arqueras en la Liga Femenina.

## Participaciones en Copa Oro
| Copa          | Sede           | Resultado      |
| ------------- | -------------- | -------------- |
| Copa Oro 2005 | Estados Unidos | Fase de grupos |

## Clubes
| Club                                  | País      | Año       |
| ------------------------------------- | --------- | --------- |
| Cobán Imperial                        | Guatemala | 2003-2007 |
| Deportivo Marquense                   | Guatemala | 2007-2008 |
| Xelajú Mario Camposeco                | Guatemala | 2008-2009 |
| Club Social y Deportivo Suchitepéquez | Guatemala | 2009-2011 |
| Deportivo Malacateco                  | Guatemala | 2011-2016 |
| Rosario FC                            | Guatemala | 2016-2017 |
| Sololá FC                             | Guatemala | 2017-2018 |
| CD Suchitepéquez                      | Guatemala | 2018-2020 |

## Palmarés

### Campeonatos nacionales
| Título        | Club           | País      | Año  |
| ------------- | -------------- | --------- | ---- |
| Liga Nacional | Cobán Imperial | Guatemala | 2004 |

### Distinciones individuales
| Distinción               | Año  |
| ------------------------ | ---- |
| Trofeo Josue Danny Ortiz | 2004 |